# Уерді Мара
Уерді Мара (алб. Uerdi Mara; нар. 30 січня 1999, Корча) — албанський футболіст, півзахисник грузинського клубу «Динамо» (Батумі) та юнацької збірної Албанії.

## Клубна кар'єра
Народився 30 січня 1999 року в місті Корча. Вихованець футбольної школи клубу «Скендербеу». Дорослу футбольну кар'єру розпочав 2015 року в основній команді того ж клубу, в якій провів сім сезонів, взявши участь у 92 матчах чемпіонату. У його складі двічі вигравав чемпіонат Албанії та по одному разу Кубок Албанії і Суперкубок країни.
Влітку 2022 року перейшов до турецького друголігового «Кечіоренгюджю», у складі якого мав проблеми із потраплянням до основного складу і першу половину 2023 року провів в оренді в болгарському «Бероє».
У лютому 2024 року був знову відданий в оренду, цього разу до грузинського «Динамо» (Батумі).

## Виступи за збірну
2015 року дебютував у складі юнацької збірної Албанії (U-17), загалом на юнацькому рівні взяв участь у 2 іграх.

## Статистика виступів

### Статистика клубних виступів
Станом на 19 вересня 2024
| Сезон                     | Команда                   | Чемпіонат                 | Чемпіонат | Чемпіонат | Національний кубок | Національний кубок | Національний кубок | Континентальні кубки | Континентальні кубки | Континентальні кубки | Інші змагання | Інші змагання | Інші змагання | Усього | Усього |
| Сезон                     | Команда                   | Ліга                      | Ігор      | Голів     | Ліга               | Ігор               | Голів              | Ліга                 | Ігор                 | Голів                | Ліга          | Ігор          | Голів         | Ігор   | Голів  |
| ------------------------- | ------------------------- | ------------------------- | --------- | --------- | ------------------ | ------------------ | ------------------ | -------------------- | -------------------- | -------------------- | ------------- | ------------- | ------------- | ------ | ------ |
| жовт. 2015–16             | «Скендербеу»              | СЛ                        | 0         | 0         | КА                 | 1                  | 0                  | ЛЧ+ЛЄ                | -                    | -                    | СКА           | -             | -             | 1      | 0      |
| 2016–17                   | «Скендербеу»              | СЛ                        | 0         | 0         | КА                 | 1                  | 0                  | -                    | -                    | -                    | СКА           | -             | -             | 1      | 0      |
| 2017–18                   | «Скендербеу»              | СЛ                        | 2         | 0         | КА                 | 2                  | 2                  | ЛЄ                   | 0                    | 0                    | -             | -             | -             | 4      | 2      |
| 2018–19                   | «Скендербеу»              | СЛ                        | 3         | 0         | КА                 | 4                  | 0                  | -                    | -                    | -                    | СКА           | 0             | 0             | 7      | 0      |
| 2019–20                   | «Скендербеу»              | СЛ                        | 21        | 0         | КА                 | 6                  | 1                  | -                    | -                    | -                    | -             | -             | -             | 27     | 1      |
| 2020–21                   | «Скендербеу»              | СЛ                        | 32        | 3         | КА                 | 4                  | 0                  | -                    | -                    | -                    | -             | -             | -             | 36     | 3      |
| 2021–22                   | «Скендербеу»              | СЛ                        | 34        | 0         | КА                 | 3                  | 0                  | -                    | -                    | -                    | -             | -             | -             | 37     | 0      |
| Усього за «Скендербеу»    | Усього за «Скендербеу»    | Усього за «Скендербеу»    | 92        | 3         |                    | 21                 | 3                  |                      | 0                    | 0                    |               | 0             | 0             | 113    | 6      |
| 2022-січ. 2023            | «Кечіоренгюджю»           | 1Л                        | 6         | 0         | КТ                 | 3                  | 1                  | -                    | -                    | -                    | -             | -             | -             | 9      | 1      |
| січ.-черв. 2023           | «Бероє»                   | ПЛ                        | 10+1      | 1+1       | КБ                 | 0                  | 0                  | -                    | -                    | -                    | -             | -             | -             | 11     | 2      |
| 2023-лют. 2024            | «Кечіоренгюджю»           | 1Л                        | 15        | 2         | КТ                 | 1                  | 0                  | -                    | -                    | -                    | -             | -             | -             | 16     | 2      |
| Усього за «Кечіоренгюджю» | Усього за «Кечіоренгюджю» | Усього за «Кечіоренгюджю» | 21        | 2         |                    | 4                  | 1                  |                      | -                    | -                    |               | -             | -             | 25     | 3      |
| лют. 2024                 | «Динамо» (Батумі)         | ЛЕ                        | 17        | 3         | КГ                 | 2                  | 0                  | ЛЧ+ЛК                | 2+2                  | 0                    | СКГ           | 2             | 0             | 25     | 3      |
| Усього за кар'єру         | Усього за кар'єру         | Усього за кар'єру         | 140+1     | 9+1       |                    | 27                 | 4                  |                      | 4                    | 0                    |               | 2             | 0             | 174    | 14     |

## Титули і досягнення
- Чемпіон Албанії (2):

«Скендербеу»: 2015-2016, 2017-2018
- Володар Кубка Албанії (1):

«Скендербеу»: 2017-2018
- Володар Суперкубка Албанії (1):

«Скендербеу»: 2018